# Флорис де Воогд
Флорис де Воогд (нидерл. Floris de Voogd, нем. Florenz der Vogt, ок. 1228 — 26 марта 1258) — регент Голландии в 1248—1258 годы, сын Флориса IV, графа Голландии и Матильды Брабантской.

## Биография
После избрания Вильгельма II королём Германии, был представителем брата в Голландии.
В июне 1253 года вместе с Жаном I Авеном победил у Валхерена армию Фландрии. В плен попали Ги и Иоанн Дампьеры, сыновья графини Фландрии Маргариты II.
После гибели Вильгельма в 1256 году стал опекуном племянника Флориса V, графа Голландии. В сентябре 1256 года он подписал с Фландрией мирный договор о статусе Зеландии, признав права Фландрии к западу от реки Шельды. Фландрия обязывалась компенсировать Голландии военные убытки, а Флорис де Воогд освободить сыновей Маргариты.
В 1258 году Флорис был убит на турнире в Антверпене. Похоронен в Мидделбурге.